# 郭猛
郭猛（1913年—1941年12月29日），原名光昭，江西吉水县人。新四军将领。

## 生平
1929年加入中国共产党。1930年参加工农红军。曾任连指导员、团政委。1933年，在江西广昌战役石灰桥战斗中右手负伤致残。红军长征后，他留在湘赣边坚持游击战争，任游击支队第三大队政委。1938年年初，郭任新四军吉安办事处主任，与国民党几经交涉，释放一批吉安监狱里的共产党员与群众，后调新四军南昌办事处。4月，随粟裕率领的抗日先遣支队进入苏南，参加卫岗战斗。历任中共吉安中心县委书记兼新四军吉安通讯处主任、新四军第1支队2团政治处主任兼扬中办事处主任、新四军苏北指挥部第2纵队2团政治委员、新四军第1师2旅4团政治委员等职，率部参加了黄桥战役。
1938年6月，郭猛随先遣支队参加韦岗伏击战，取得新四军江南首捷。之后，郭猛又参加了新塘伏击战、夜袭句容、攻占姜堰和盐阜反“扫荡”等多次战斗，为创建茅山、苏中和苏北抗日根据地作出了贡献。1941年12月29日，郭猛率部在盐城唐刘河畔与敌激战，中弹后阵亡。